# Berlepschia rikeri
El palmero (en Ecuador) (Berlepschia rikeri), también denominado corretroncos palmero (en Colombia), cotí de las palmeras (en Venezuela) o trepador de las palmeras (en Perú), es una especie de ave paseriforme de la familia Furnariidae, es la única especie del género monotípico Berlepschia. Es nativo de América del Sur, en la cuenca amazónica, el escudo guayanés y el cerrado brasileño.

## Distribución y hábitat

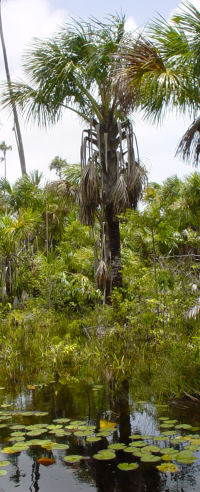
Mauritia flexuosa, ejemplo de hábitat de la especie en la Isla de Marajó, Pará, Brasil.

Se distribuye localmente en el sur de Venezuela (Amazonas, norte de Bolívar, sur de Monagas), Guyana, Surinam, Guayana francesa, Amazonia y este de Brasil (hacia el este hasta el sur de Piauí y oeste de Bahia, hacia el sur hasta el sur de Mato Grosso y sur de Goiás), sureste de Colombia, este de Ecuador, este de Perú y norte de Bolivia (al sur hasta el noroeste de La Paz, oeste de Beni).
Su hábitat natural son los morichales, en las áreas inundables del bosque húmedo. Permanece la mayor parte del tiempo entre los foliolos de las palmas de la especie Mauritia flexuosa o de algunas otras palmeras, como el babasu (Attalea speciosa), donde pasa fácilmente desapercibido, en tierras bajas, generalmente por debajo de los 200 m de altitud, pero a veces hasta los 800 m.

## Descripción
Es uno de los furnáridos de patrón más notablemente estriado, mucho más como un trepatroncos (Dendrocolaptinae) en la apariencia general y en el comportamiento. El palmero alcanza los 22 cm de longitud y pesa aproximadamente 37 g. Presenta la cabeza, la nuca, el cuello y las partes inferiores estriadas de negro e blanco; el dorso, las alas y la cola son de color castaño rojizo rufo, con rémiges negras.

## Comportamiento
El palmero es estrictamente arborícola, anda en parejas, ampliamente dispersas, y raramente, o nunca, se encuentra asociado a otras aves.

### Alimentación
Su dieta consiste de insectos que busca entre las hojas de las palmeras, en forma acrobática.

### Reproducción
Conforman parejas permanentes. Machos y hembras construyen conjuntamente el nido, incuban los huevos y cuidan y alimentan los polluelos. Construyen su nido en la base de las hojas de palma, con palitos, pajas de hojas de palma y otros materiales vegetales. La hembra pone de dos a cinco huevos que son incubados durante 14 a 22 días. Los polluelos abandonan el nido entre 13 y 29 días después del nacimiento, pero generalmente permanecen en el territorio de sus padres durante varios meses.

### Vocalización
El canto, dado con poca frecuencia, principalmente al amanecer, es una serie inconfundible, oída desde lejos, de notas rápidas como campanilla, por ejemplo, «dedede-kii!-kii!-kii!-kii!-kii!-kii!-kii!-kii!». Algunas veces vocaliza mientras encaramado en una percha en lo abierto, en la punta de una hoja naciente de palmera, permaneciendo inmóbil por largos períodos.

## Sistemática

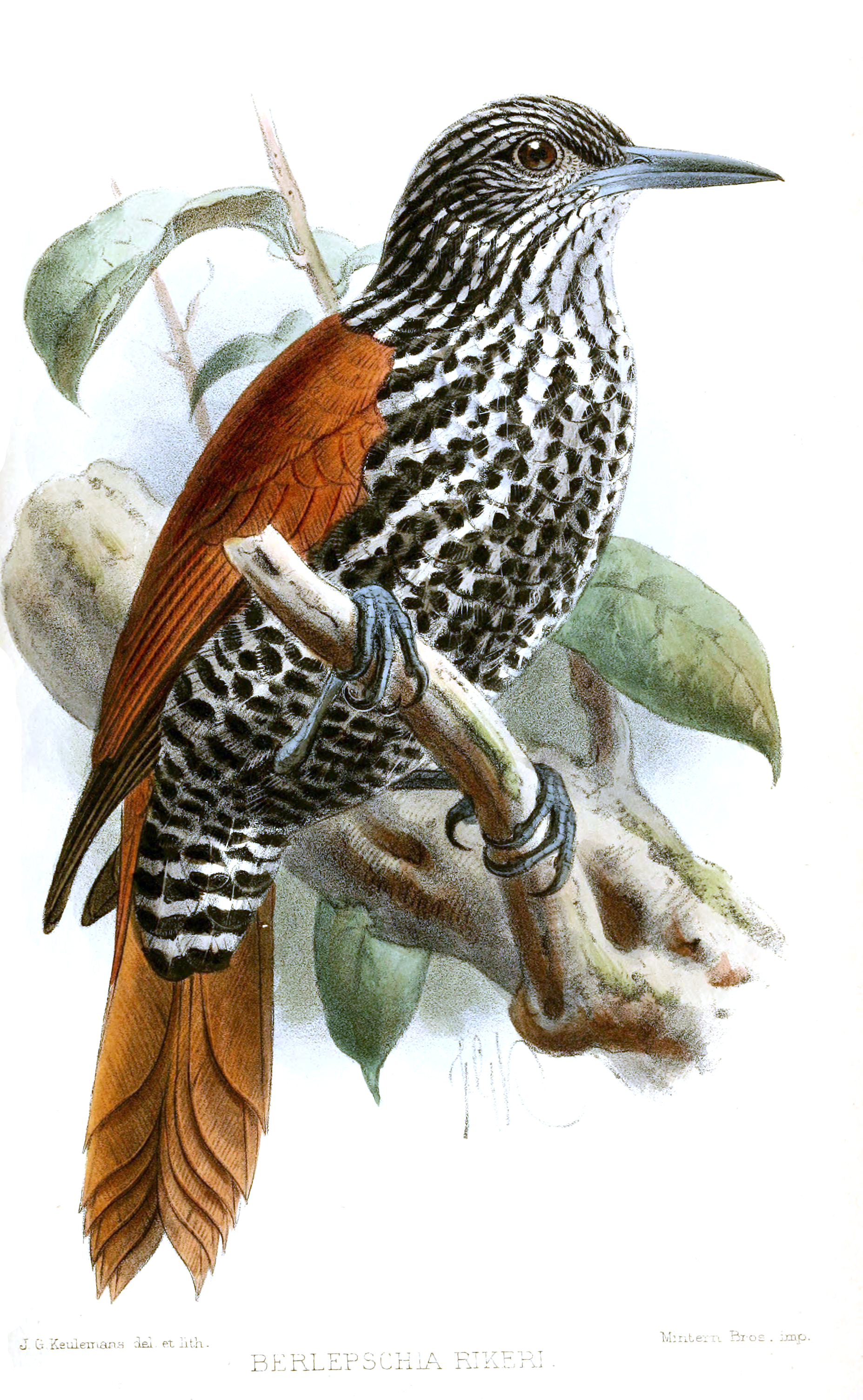
Berlepschia rikeri, ilustración de Keulemans, para The Ibis, 1889.

### Descripción original
La especie B. rikeri fue descrita por primera vez por el ornitólogo estadounidense Robert Ridgway en 1887 bajo el nombre científico Picolaptes rikeri; localidad tipo «Diamantina, cerca de Santarém, Brasil».
El género Berlepschia fue descrito por el mismo autor en 1887.

### Etimología
El nombre genérico femenino «Berlepschia» conmemora al ornitólogo alemán Hans von Berlepsch (1850–1915); y el nombre de la especie «rikeri», conmemora al magnata estadounidense Clarence Bayley Riker (1863-1947), explorador, ornitólogo y colector.

### Taxonomía
Los estudios genéticos de Ohlson et al (2013) confirman que la presente especie no tiene parientes próximos obvios, por lo que los autores propusieron una subfamilia propia Berlepschiinae. La clasificación Aves del Mundo (HBW) la sitúa en una tribu propia Berlepschiini. Es monotípica.